# 大佛乡 (岳池县)
大佛乡，是中华人民共和国四川省广安市岳池县曾经下辖的一个乡。2019年12月，撤销大佛乡，将其所属行政区域划归罗渡镇管辖。

## 行政区划
大佛乡撤销前下辖以下地区：
大石坝社区、园艺场村、烂井坝村、芝麻嘴村、酢坊沟村、何家堂村、夹家坪村、徐家场村、大佛寺村、大屋基村、滴水岩村、凤凰村、香山村、赵家沟村、上马寺村、三官店村、燕家湾村和罗善桥村。